# یوهان فان در فلده
یوهان فان در فلده (هلندی: Johan van der Velde؛ زادهٔ ۱۲ دسامبر ۱۹۵۶) دوچرخه‌سوار اهل هلند است.
از باشگاه‌هایی که در آن رکاب زده‌است می‌توان به تی‌آی-رالی اشاره کرد.